# Ceintrey
Ceintrey é uma comuna francesa na região administrativa de Grande Leste, no departamento de Meurthe-et-Moselle. Estende-se por uma área de 11 km². Em 2010 a comuna tinha 942 habitantes (densidade: 85,6 hab./km²).